# Хесус Марія Переда
Хесус Марія Переда (ісп. Jesús María Pereda, 23 червня 1938, Бургос — 27 вересня 2011, Барселона) — іспанський футболіст, що грав на позиції півзахисника, зокрема за «Барселону», а також за національну збірну Іспанії. По завершенні ігрової кар'єри — тренер.
Чемпіон Іспанії. Дворазовий володар Кубка Іспанії. У складі збірної — чемпіон Європи.

## Клубна кар'єра
У дорослому футболі дебютував 1955 року виступами за команду «Індаучу», в якій провів три сезони, взявши участь у 52 матчах чемпіонату. 
Згодом з 1958 по 1961 рік грав у складі команд «Реал Мадрид», «Реал Вальядолід» та «Севілья».
Своєю грою за останню команду привернув увагу представників тренерського штабу клубу «Барселона», до складу якого приєднався 1961 року. Відіграв за каталонський клуб наступні вісім сезонів своєї ігрової кар'єри.
Протягом 1969—1970 років захищав кольори клубу «Сабадель», а завершував ігрову кар'єру у «Мальорці», за яку виступав протягом 1970—1972 років.

## Виступи за збірні
У 1960 році залучався до складу молодіжної збірної Іспанії. На молодіжному рівні зіграв у 2 офіційних матчах. У тому ж році провів одну гру за олімпійську збірну Іспанії.
Також у 1960 році дебютував в офіційних матчах у складі національної збірної Іспанії. У складі збірної був учасником домашнього для неї чемпіонату Європи 1964 року, де іспанці здобули свій перший титул континентальних чемпіонів. Забив в іграх турніру два голи, ставши таким чином одним із трьох найкращих його бомбардирів.
Загалом протягом кар'єри в національній команді, яка тривала 9 років, провів у її формі 15 матчів, забивши 6 голів.

## Кар'єра тренера
Розпочав тренерську кар'єру, повернувшись до футболу після невеликої перерви, 1977 року, очоливши тренерський штаб юнацької збірної Іспанії.
Працював із юнацькими командами різних вікових категорій, а також із молодіжною збірною Іспанії до початку 1990-их років.
Останнім місцем тренерської роботи був клуб «Херес», головним тренером команди якого Хесус Марія Переда був з 1995 по 1996 рік.
Помер 27 вересня 2011 року на 74-му році життя в Барселоні.

## Титули і досягнення
- Чемпіон Іспанії (1):

«Реал Мадрид»: 1957-1958
- Володар Кубка Іспанії (2):

«Барселона»: 1962-1963, 1967-1968
- Чемпіон Європи (1):

1964